# L3/35
L3/35 eller Carro Veloce CV-35 var en italiensk tankette, som blev indsat i kamp før og under 2. verdenskrig. Selv om den var designet som en let kampvogne af den italienske hær, gør dens tårnløse udformning, vægt og ildkraft at den nærmere ligner tanketter. Det var den mest producerede italienske pansrede køretøj og blev indsat næsten overalt, hvor italienerne kæmpede under 2. Verdenskrig, men viste sig utilstrækkelig til moderne krigsførelse, da den havde utilstrækkelig pansring og svage maskingeværer.

## Udvikling
L3/35 blev udviklet på grundlag af Carden Loyd Mark VI tanketten, hvoraf fire blev importeret fra Storbritannien i 1929. Det første køretøj, som italienerne udviklede fra Carden Lloyd tanketten fik betegnelsen CV-29; "CV" var en forkortelse for Carro Veloce (Italiensk: "Hurtig kampvogn") og "29" , året hvor den blev bygget. Der blev kun lavet 21 CV-29-er.

### L3/33
I 1933 blev et nyt design fremstillet af Fiat i Torino og Ansaldo i Genoa. Det blev kaldt Fiat-Ansaldo CV-33. Der blev bygget omkring 300 CV-33.

### L3/35
I 1935 blev der lavet en lidt forbedret udgave af CV-33, og den fik betegnelsen CV-35. De vigtigste ændringer var, at pansringen var boltet og ikke nittet sammen, og dens 6,5 mm maskingevær blev udskiftet med to 8 mm maskingeværer. Mange ældre CV-33er blev opgraderet til CV-35 specifiktionerne. I 1938 blev køretøjerne omdøbt til L3/33 ("L" for Leggero eller 'let') og L3/35.

### L3/38
I 1938 fik en videreudvikling af L3 designet betegnelsen L3/38. L3/38 havde torsionstav affjedring og to versioner af et enkeltmonteret 13,2 mm maskingevær. I 1937 købte Brasilien 24 L3/38er, som ankom i 1938. L3/38-erne, som blev eksporteret til Brasilien, fik betegnelsen "CV33/II". Romertallet II angiver, at det var den 2. version af den oprindelige L3/33 version. L3/35 versionen, som blev eksporteret til Brasilien blev til "CV33/I" (CV33 eller L3/33 og CV33/I eller L3/35 eksportversionerne til Brasilien havde ingen torsionstavsaffjedring. Den brasilianske eksportmodel CV33/II var bevæbnet med en enkelt 13,2 mm Madsen maskingevær.
Italien opgraderede mindst 12 L3/35er, så de svarede til specifikationerne for L3/38. De opgraderede L3/35er med L3/38's torsionstav affjedring var i begrænset brug mellem september 1943 og juni 1944. Disse L3/38 versioner af L3/35s var bevæbnet med et enkelt 13,2 mm Breda M31 maskingevær.

### Layout
L3/35 var et let pansret to-mands køretøj, som typisk var udrustet med 2 8 mm maskingeværer, om end varianter blev udviklet med andre våben. Udover antallet og typen af våben var forskellene mellem L3/35 og L3/33 få. Begge havde en nittet konstruktion.
Køretøjets kommandør/skytte sad til venstre og køreren sad til højre. Motoren var monteret på tværs i bag. En rund køler var monteret bag motoren. Kraftoverførslen gik til fronten til det sidste drev. Affjedringen af Vickers-Carden-Lloyd typen havde to tre-hjuls bogier på bladfjedre og et enkelt uaffjedret hjul på hver side. Der var en akacieskinne, som oversiden af larvefødderne kørte på.

## Produktion og salg
Der blev bygget mellem 2.000 og 2.500 L3 tanketter i forskellige udgaver og varianter. Tyve L3/33 tanketter blev solgt til Kina. Andre L3 tanketter blev solgt til Afghanistan (ukendt antal), Albanien (ukendt antal), Østrig (72), Bolivia (14), Brasilien (23), Bulgarien (14), Kroatien (10), Ungarn (65), Irak (16), Nationalistiske Spanien og Venezuela (2). Mange udenlandske købere valgte andre typer maskingeværer som hovedbevæbning. Ungarerne tilføjede en kuppel til kommandøren på nogle af deres L3er. I 1938 købte den brasilianske hær adskillige L3/35 tanketter, som forblev i tjeneste indtil 1945 hvor nogle af dem blev solgt videre til den Dominikanske republik. Venezuela købte to enheder i 1934 til afprøvning som infanteristøtte på grund af adskillige episoder ved grænsen til Colombia. Som andre våben indkøbt fra Italien overlevede de ikke afslutningen af 2. verdenskrig.

## Kamphistorie
Ud over at blive indsat i Anden italiensk-abessinske krig, anden kinesisk-japanske krig, den spanske borgerkrig, den slovakisk-ungarske krig og den Engelsk-irakiske krig blev L3 brugt næsten overalt, hvor italienske tropper kæmpede i 2. Verdenskrig. L3er blev brugt ved Italiens invasion af Frankrig, i Nordafrika, Italiensk Østafrika, Balkan, Sovjetunionen, Sicilien og Italien.
L3 klarede sig dårligt i kamp i Mellemkrigstiden. Ved mindst to lejligheder under Italiens invasion af Etiopien blev L3er sat ud af spillet ved koncentrerede infanteriangreb. I den spanske borgerkrig blev L3er fra det italienske korps af frivillige fuldstændig overgået af T-26 og BT-5 kampvogne, som var leveret til republikanerne af Sovjetunionen. Heldigvis for ungarerne var L3 ikke en faktor under deres korte krig med Slovakiet.
Da Italien den 10. juni 1940 angreb Frankrig og Storbritannien, havde den italienske hær kun omkring 100 M11/39 middelsvære kampvogne i to kampvognsbataljoner. L3 tanketter blev stadig anvendt af alle tre italienske pansrede divisioner, kampvognsbataljonerne i de motoriserede divisioner, de lette kampvognseskadroner i hver af de "hurtige" (Celere) divisioner og talrige uafhængige kampvognsbataljoner.
Den 22. marts 1941 blev det rapporteret, at to irakiske L3er blev sat ud af spillet nær Fallujah under den Engelsk-irakiske krig.
Over 40 erobrede L3 tanketter blev anvendt af den græske hær under den Græsk-italienske krig i 1940-1941 og blev anvendt til at udruste 19. mekaniserede division, selv om de ikke tog del i kamp. Efter invasionen af Jugoslavien og slaget om Grækenland i april 1941 blev L3 tanketter taget af jugoslaviske partisaner og den græske modstandsbevægelse. Fra 1941 blev nogle L3 tanketter overdraget til marionetstaten Kroatien (Nezavisna Država Hrvatska).
Selv om de var talrige, viste Italiens tanketter sig at blive udklasseret fra starten og viste sig også at være af lav taktisk værdi. De var sårbare for de britiske Boys anti-tank rifler. Bortset fra de, som blev anvendt ved okkupation på Balkan og andre steder, var der ikke mange L3er, der blev brugt ved fronten efter 1940. Efter Italiens udtræden af krigen i 1943 blev L3 tanketter benyttet at den tyske hær og den pro-nazistiske Esercito Nazionale Repubblicano i Salò-republikken. De ungarske L3er var på det tidspunkt overgivet til Gendarmeriet og 10 kom i kamp i Budapest og blev ødelagt i kampene om at generobre flyvepladsen ved væddeløbsbanen.
L3/35er blev også brugt af den nationalistiske kinesiske hær og kæmpede mod den kejserriget Japans hær under anden kinesisk-japanske krig.

## Varianter
L3/35 optrådte i forskellige varianter, heriblandt en panserværns variant og en flammekaster variant.

### L3 cc panserværn
"L3 cc" panserværn (controcarro) var en L3 med en Solothurn 20 mm panserværnsriffel monteret i stedet for de sædvanlige maskingeværer. Kun nogle få blev modificeret på denne måde, og de blev kun anvendt i Nordafrika.
Solothurn riflen kunne gennembryde op til 18 mm panser på 300 meters afstand, som var effektivt mod let pansrede køretøjer.

### L3 Lf flammekaster
Udviklingen af "L3 Lf" flamemekaster (lancia fiamme) kampvognen begyndte i 1935. Flammekaster dysen erstattede et af maskingeværerne og olien blev fremført i en 500 liter benzin-trailer bag tanketten. Senere versioner havde yderligere 60 liter brændstof i en kasseformet tank, som var monteret over L3'erens maskinrum. Køretøjet vejede 5 ton.
L3 Lf blev indsat i Abessinien, Spanien, Frankrig, Balkan, Nordafrika og Italiensk Østafrika. Fra 1936 havde hvert CV/L3 kompagni en enkelt L3 Lf deling.

### L3Centro Radiokommandokampvogn
Den grundlæggende L3 platform blev også brugt som et kommando-køretøj, som anvendte Marelli RF1 CA radio i delings og kompagni kommando-køretøjer. L3 blev anset for at være for lille til effektivt at kunne bruges på regimentsniveau som radio kommandokøretøj, så denne opgave gik til den senere og lidt større L6/40 CR (Centro Radio = Radio Center).

### L3Passerellabrolægger
De få L3 Passerella (brolægger) køretøjer, der blev bygget, blev tildelt enheder på pansret brigadeniveau. Den 7 meter lange bro blev delt op i sektioner på en trailer, som blev trukket af L3'en selv. Når den ankom til kampzonen, blev broen samlet foran på kampvognen, ophængt i kabler fra to små kraner, som var placeret over besætningens overbygning. Besætningen lagde den færdige bro over forhindringen inde fra køretøjet. En L3 Passerella besætning brugte syv minutter på at udlægge denne bro.

### Planlagte varianter
Et enkelt Savoia-Marchetti SM.82 fly blev modificeret til at have en L3/33 forsænket i skroget til eksperimenter med luftbårne kampvogne.

#### Carro Veloce Recupero
Pansrede bjærgningskøretøjer med en bjergningskrog bagi kom ikke længere end til prototypestadiet.

#### Semovente L3 da 47/32
Panserværns kampvogn med en 47 mm L/32 gun monteret i kroppen baseret på L3/35. Mindst en blev bygget, men blev ikke sat i tjeneste.

#### L3 kampvogn
Kampvogn bygget af Fiat-Ansaldo i 1937 på et L3/33 chassis med en ombygget krop med en 20 mm kanon i et drejeligt tårn. Den kom ikke i serieproduktion.

#### Opgivet spansk opgradering
Den 8. august 1937 havde generalmajor García Pallasar modtaget en note fra Generalísimo Francisco Franco, som udtrykte behov for en Panzer I udstyret med en 20 mm kanon. Selv om der oprindelig blev bestilt fyrre L3/35 tanketter med den oprindelige bevæbning udskiftet med en 20 mm Breda Model 35. Denne ordre blev annulleret, da man mente, at den samme kanon på den tyske Panzer I ville give bedre resultater.

## Brugere
- Italien
- Afghanistan
- Kina
- Spanien
- Ungarn
- Bulgarien
- Østrig
- Tyskland
- Brasilien
- Grækenland
- Irak
- Venezuela (de to eksemplarer var de første pansrede køretøjer i landets hær)

## Eksterne kilder
- Wikimedia Commons har flere filer relateret til L3/35

- L3/33 (CV 33), L3/35 (CV 35) Tanketter på wwiivehicles.com
- L3/35 på onwar.com
- A history of military equipment of Modern Greece (1821 - today): L3/35